# K.Belthur, Heggadadevankote
K.Belthur là một làng thuộc tehsil Heggadadevankote, huyện Mysore, bang Karnataka, Ấn Độ.